# Список керівників Чернігівської області
Керівники Чернігівської області:
- 12.10.2007- Хоменко Володимир Миколайович (нар. 26.07.1959) — голова Чернігівської обласної державної адміністрації
- 10.07.2007-12.10.2007 Хоменко Володимир Миколайович (26.07.1959) - т.в.о. голови обласної державної адміністрації
- 28.04.2006 - Романова Наталія Андріївна (18.11.1960) - голова обласної Ради
- 12.12.2005-10.07.2007 Лаврик Микола Іванович (30.03.1952) - голова обласної державної адміністрації
- 4.02.2005-12.12.2005 Атрощенко Владислав Анатолійович (5.12.1968) - голова обласної державної адміністрації
- 26.12.2002-21.01.2005 Мельничук Валентин Васильович* (26.10.1947)- голова обласної державної адміністрації
- 15.11.2002-26.12.2002 Панченко Григорій Михайлович (28.05.1948) - в.о. голови обласної державної адміністрації
- 10.04.2001-28.04.2006 Ковальов Василь Олексійович (17.01.1948) - голова обласної Ради
- 12.08.1999-13.11.2002 Бутко Микола Петрович (7.11.1947) - голова обласної державної адміністрації
- 30.04.1998-12.08.1999 Каскевич Михайло Григорович (17.02.1948-20.06.2004) голова обласної державної адміністрації
- .07.1995-10.04.2001 Шаповал Петро Дмитрович (1.03.1948) - голова обласної Ради
- 13.07.1995-30.04.1998 Шаповал Петро Дмитрович (1.03.1948) - голова обласної державної адміністрації
- .07.1994- .07.1995 Шаповал Петро Дмитрович (1.03.1948) - голова обласної Ради і виконавського комітету
- 23.03.1992- .07.1994 Мельничук Валентин Васильович* (26.10.1947) - представник Президента України
- .03.1992- .07.1994 Лисенко Олександр Степанович (27.05.1936-2000) - голова обласної Ради
- 23.04.1991- .08.1991 Шаповал Петро Дмитрович (1.03.1948) - Перший Секретар обласного комітету КПУ
- .04.1991- .03.1992 Лисенко Олександр Степанович (27.05.1936-2000) голова обласної Ради і виконавського комітету
- .03.1990- .03.1991 Лисенко Олександр Степанович (27.05.1936-2000) голова обласного виконавського комітету
- .03.1990- .04.1991 Лісовенко Василь Трохимович (11.08.1948) - голова обласної Ради
- 22.01.1990-23.04.1991 Лісовенко Василь Трохимович (11.08.1948) - Перший Секретар обласного комітету КПУ
- 1984-14.01.1990 Гришко Михайло Васильович (23.03.1936-24.03.2005) - голова обласного виконавського комітету
- 8.01.1984-13.01.1990 Палажченко Леонід Іванович* (10.08.1934-1.12.1993) Перший Секретар обласного комітету КПУ
- 1981–1984 Нікуліщев Володимир Михайлович голова обласного виконавчого комітету
- 1973–1981 Філоненко Віктор Лазарович голова обласного виконавського комітету
- .04.1970- 8.01.1984 Уманець Микола Васильович (18.10.1925-1.12.1986) Перший Секретар обласного комітету КПУ
- .12.1964- .04.1970 Борисенко Микола Михайлович* (25.11.1918-8.05.1980) Перший Секретар обласного комітету КПУ
- .12.1964- 1973 Замула Василь Никифорович голова обласного виконавського комітету
- .01.1963- .12.1964 Замула Василь Никифорович голова сільського обласного виконавського комітету
- .01.1963- .12.1964 Горбань Борис Павлович голова промислового обласного виконавського комітету
- 1963- .01.1963 Горбань Борис Павлович голова обласного виконавського комітету
- 15.01.1963- .12.1964 Ясинський Леонід Васильович перший секретар промислового обласного комітету КПУ
- 11.01.1963- .12.1964 Борисенко Микола Михайлович* (25.11.1918-8.05.1980) перший секретар сільського обласного комітету КПУ
- 1961- .01.1963 Борисенко Микола Михайлович* (25.11.1918-8.05.1980) голова обласного виконавського комітету
- 10.09.1959-10.01.1963 Дорошенко Петро Омелянович* (1907-06.05.1982) перший секретар обласного комітету КПУ
- .09.1959- .02.1961 Куманьок Порфирій Хомич (13.02.1911-29.07.1972) голова обласного виконавського комітету
- 17.07.1955-10.09.1959 Куманьок Порфирій Хомич (13.02.1911-29.07.1972) перший секретар обласного комітету КПУ
- 18.09.1953-17.07.1955 Марков Василь Сергійович* (1905-2.06.1978) перший секретар обласного комітету КПУ

- 1950–1959 Ванденко Леонід Степанович (1913) - голова обласного виконавського комітету
- 1949–1950 Капранов Василь Логвинович (1904–1950) голова обласного виконавського комітету
- 3.03.1948-18.09.1953 Рогинець Михайло Георгійович (5.12.1910-11.02.1980) перший секретар обласного комітету КП(б) В
- 1943–1949 Костюченко Сергій Пилипович (1905–1984) голова обласного виконавського комітету
- 12.09.1943- .01.1948 Кузнецов Михайло Георгійович* (1904) перший секретар обласного комітету КП(б) В
- .03.1943- .07.1943 Попудренко Микола Микитович (15.12.1906-6.07.1943) перший секретар підпільного обласного комітету КП(б) В
- .09.1941- .03.1943 Федоров Олексій Федорович* (17(30) .03.1901-9.09.1989) перший секретар підпільного обласного комітету КП(б) В
- 9.09.1941-21.09.1943 окупація Німеччиною
- 1938–1941 Костюченко Сергій Пилипович (1905–1984) голова обласного виконавського комітету
- .04.1938- .09.1941 Федоров Олексій Федорович* (17(30) .03.1901-9.09.1989) перший секретар обласного комітету КП(б) В
- 1937-23.04.1938 Михайлов Олексій Дмитрович (1902–1938) перший секретар обласного комітету КП(б) В
- 1937–1937 Богатирьов Георгій Олексійович* (1896–1937) голова обласного виконавського комітету
- 1934–1937 Загер Соломон Якимович (1937) голова обласного виконавського комітету
- 1933–1934 Голубятніков Михайло Данилович голова обласного виконавського комітету
- .10.1932- 1933 Голубятніков Михайло Данилович голова обласного організаційного комітету
- .10.1932-20.08.1937 Маркітан Павло Пилипович* (1887-25.10.1937) перший секретар обласного комітету КП(б) В

ЧЕРНІГІВСЬКА ОБЛАСТЬ 15.10.1932 - м. Чернігів
ЧЕРНІГІВСЬКИЙ РАЙОН 1930-15.10.1932 - м. Чернігів
- (1929) Масленко Павло Федорович − (1890-1937) секретар окружного комітету КП(б) В
- 10.06.1925 Сновський округ скасований [4]
- Войцехівський Юрій Олександрович (03.1883-25.10.1937) голова окружного виконавського комітету СРКД
- 1924–1924 Коротченко Дем'ян Сергійович (17(29) .11.1894-7.04.1969) секретар окружного комітету КП(б) В